# Léh, Borsod-Abaúj-Zemplén
Léh este un sat în districtul Szikszó, județul Borsod-Abaúj-Zemplén, Ungaria, având o populație de 417 locuitori (2011). 

## Demografie
Componența etnică a satului Léh
     Maghiari (80,45%)
     Romi (19,55%)
Componența confesională a satului Léh
     Romano-catolici (53,48%)
     Greco-catolici (14,15%)
     Reformați (10,07%)
     Fără religie (6%)
     Necunoscută (16,31%)
Conform recensământului din 2011, satul Léh avea 417 locuitori. Din punct de vedere etnic, majoritatea locuitorilor (80,45%) erau maghiari, cu o minoritate de romi (19,55%).  Din punct de vedere confesional, majoritatea locuitorilor (53,48%) erau romano-catolici, existând și minorități de greco-catolici (14,15%), reformați (10,07%) și persoane fără religie (6,0%). Pentru 16,31% din locuitori nu este cunoscută apartenența confesională.